# Maharajahens Yndlingshustru
Maharajahens Yndlingshustru er en dansk stumfilm fra 1926, der er instrueret af A.W. Sandberg efter manuskript af Sam Ask.

## Handling
Historien om den danske godsejerdatter som forelsker sig i Mararajahen af Jodhpur og drager med ham til østen for at blive optaget i hans harem.

## Medvirkende
- Gunnar Tolnæs - Maharajahen af Radhpur
- Anton de Verdier - Langfelt, godsejer
- Karina Bell - Elli, Langfelts datter
- Carsten Wodschow - Løjtnant Falkenberg
- Erik Winther - Morten Præstegaard
- Torben Meyer - Mohun Singh
- Aage Hertel - Randhi
- Karen Caspersen - Fyrstinde Sirwana
- Tove Lange - Prins Omrah
- Astrid Steffensen - Ranjana
- Amarentino - Madame Ducocq
- Karen Thisted - Danserinde